# Saturday Amusic Islands Afternoon Edition
『SATURDAY AMUSIC ISLANDS AFTERNOON EDITION』（サタデーアミュージックアイランズ・アフタヌーンエディション）は、FM802で開局時から放送されているラジオ番組である。

## 概要
最新の音楽、エンターテインメント、スポーツ情報やアーティストへのインタビュー、リスナーからのメッセージなどを交えながら繰り広げる6時間の生放送番組。午前中に放送されている『SATURDAY AMUSIC ISLANDS MORNING EDITION』と区別するために「S.A.I PM」と略される。
なお、厳密には「MORNING EDITION」と合わせ『SATURDAY AMUSIC ISLANDS』という1番組として構成されており、新聞のラジオ欄やタイムテーブルもこのようになっている。しかしながらDJが異なることや、リクエストフォーム・コミュニティも別々に開設されていることから、事実上別番組になっている。
また、FM802のオフィシャルチャートのひとつ、邦楽ヒット曲の上位20曲を発表する『J-HITS TOP 20』を内包している。

## 放送時間
- 毎週土曜日 12:00 - 18:00[注 1]（1989年6月3日 - 2015年3月28日・2016年10月1日 - ）

### 過去の放送時間
- 毎週土曜日 12:00 - 17:00（2015年4月4日 - 2016年9月24日）

## DJ
- 樋口大喜（2023年4月1日 - 現在）[2]

### 過去のDJ
- 初代：DALE
- 2代目：鈴木しょう治
- 3代目：マーキー（-2016年3月26日）[3]
- 4代目：吉村昌広（2016年4月2日 - 2023年3月25日）[4]

## 出演

### 過去の出演
- 東京スカパラダイスオーケストラ（2024年1月6日 - 2024年12月28日）

17:20 - 17:40のPARADISE RADIOに出演。

## コーナー
2025年1月現在
12時台
- オープニングトーク

13時台・14時台
- J-HITS TOP 20[注 3]

13:00 - 15:00
15時台
- カルチャーピックアップ

毎週樋口がオススメの映画を紹介する。
16時台
- docomo FANTASTIC4!

16:00 - 16:20
NTTドコモ提供。リスナーからのリクエスト曲を流すコーナー。
17時台
- エンディング

### 過去のコーナー
- MUSIC CHALLENGE FLASH
- FEELIN' GROOVY（2010年1月まで）
- GUNZE BODY WILD PAINT ME FUN!（2010年2月から2012年9月まで）
- SUZUKI "K" DRIVE
- 餃子の王将 HOT Dining
- 兵庫県 LIVING LAB

12:20 - 12:40
兵庫県提供。兵庫県出身の樋口が兵庫の大喜びポイントを紹介するコーナー。また、リスナーからも兵庫の大喜びポイントを募集し、紹介する。
- OSAKA EXPO LIVING LAB

2025年に開催予定の大阪・関西万博に向けて、テーマに基づいてリスナーとSDGsアクションを起こしていくコーナー。
- Brillia Wonderful Time

15:25 - 15:45
- FUNKY SNOW PARADISE

冬季のみ放送。ゲレンデの積雪情報やスキー場の情報を紹介する。
- PARADISE RADIO

17:20 - 17:40
2024年でデビュー35周年を迎えた東京スカパラダイスオーケストラとFM802がコラボレーションしたコーナー。
このコーナーでは東京スカパラダイスオーケストラがパーソナリティを務める。